# Six (musical)
Six és una comèdia musical britànica a l'estil d'un concert pop, amb música, llibret i lletra de Toby Marlow i Lucy Moss. És una recreació moderna de les vides de les sis esposes d'Enric VIII, presentada en forma de concurs de cant. A l'espectacle, les esposes es tornen per explicar la seva història per determinar qui va patir més pel seu marit compartit, però en última instància busquen recuperar les seves identitats individuals i reescriure les seves històries.
El musical es va estrenar al Festival Fringe d'Edimburg el 2017, on va ser interpretat per estudiants de la Universitat de Cambridge. Six es va estrenar al West End a l'Arts Theatre el gener de 2019 i des de llavors ha iniciat una gira pel Regne Unit. Es va estrenar a Amèrica del Nord el maig de 2019 i a Broadway el febrer de 2020. Després d'una pausa a causa de la pandèmia de la COVID-19, es va estrenar oficialment al Brooks Atkinson Theatre el 3 d'octubre de 2021  i des de llavors ha llançat companyies de gira addicionals. Una producció teatral filmada titulada SIX The Musical Live!, amb el repartiment original del West End, es va estrenar als cinemes del Regne Unit i Irlanda per Universal Pictures el 6 d'abril de 2025. La data d'estrena internacional s'anunciarà per endavant.
La producció en gira va fer una estada de 3 setmanes a l'abril-maig de 2025 al teatre Coliseum de Barcelona.

## Trama
Les sis reines es presenten a través de cançons pop biogràfiques i expliquen que el cantant principal de la seva banda serà qui considerin que ha tingut la pitjor experiència a mans del seu exmarit compartit, Enric VIII ("Ex-Wives"). Caterina d'Aragó relata com Enric volia anul·lar el seu matrimoni i ingressar-la en un convent quan va començar a perseguir Anna Bolena, malgrat la seva lleialtat cap a ell ("No Way"). Al seu torn, Anna es vanta de com Enric la volia a ella en lloc de Caterina, i després es queixa de la infidelitat d'Enric, cosa que va portar a flirtejar amb altres homes, que van ser el motiu de la seva decapitació ("Don't Lose Ur Head"). Jane Seymour pren el seu torn, però és ridiculitzada per haver-ho passat fàcil amb Enric. Tanmateix, tot i admetre que potser va ser l'única esposa que Enric estimava realment, Jane afirma que l'amor d'Enric era condicional, només garantit perquè va tenir un hereu masculí, i que ella el va recolzar malgrat els seus molts defectes ("Heart of Stone").
A l'estudi de retrats de Hans Holbein s'exploren temes relacionats amb les idees de bellesa femenina i els sacrificis esperats. Les reines parodien una aplicació de cites presentant una selecció de possibles núvies ("Haus of Holbein"). Enric tria Anna de Cleves com a quarta esposa, però aviat la rebutja i anul·la el matrimoni, al·legant que no s'assemblava a la seva "foto de perfil". Ella fa veure que es queixa de viure en un palau a Richmond amb una fortuna enorme i sense un marit que li digui què fer, però acaba presumint de la seva vida ("Get Down"). Les altres reines ho qüestionen, i Anna admet que el seu estil de vida fastuós no va tenir tragèdia real i després abandona la competició. Les reines després es burlen de Katherine Howard  afirmant que és "la Caterina menys rellevant", però com a represàlia exposa els defectes de les afirmacions de les altres sobre la victòria. Katherine relata la seva història romàntica, havent tingut molts pretendents fins i tot de petita, i al principi gaudeix del seu atractiu abans de revelar més tard el trauma emocional i l'abús sexual que va patir en cadascuna d'aquestes relacions ("All You Wanna Do").
Mentre les reines continuen lluitant per saber qui és el veritable guanyador, l'esposa final, Catherine Parr, qüestiona el sentit de la competició, que les defineix per la seva connexió amb Henry en lloc de com a individus. No obstant això, continuen discutint. Frustrada, Parr detalla la seva separació del seu amant, Sir Thomas Seymour, i el matrimoni concertat amb Enric; tanmateix, en comptes de simplement queixar-se de la seva situació, reconeix els seus èxits independentment d'Enric ("I Don't Need Your Love"). Les altres reines, adonant-se que els han robat la seva individualitat, abandonen el concurs i declaren que no necessiten l'amor d'Enric per sentir-se validades com a persones. Aprofiten els seus moments restants a l'escenari per reescriure les seves històries, cantant juntes com a grup en lloc de com a artistes en solitari, i escrivint els seus propis "feliços per sempre", imaginant que Henry mai s'havia casat amb elles ("Six"). Després interpreten una barreja de cançons que van aparèixer anteriorment a l'espectacle, excloent "Haus of Holbein", en què el públic té permís per filmar ("Megasix"), depenent de la producció a la qual assisteixin. El rodatge del MegaSix no està permès a les produccions nord-americanes del musical.

## Desenvolupament

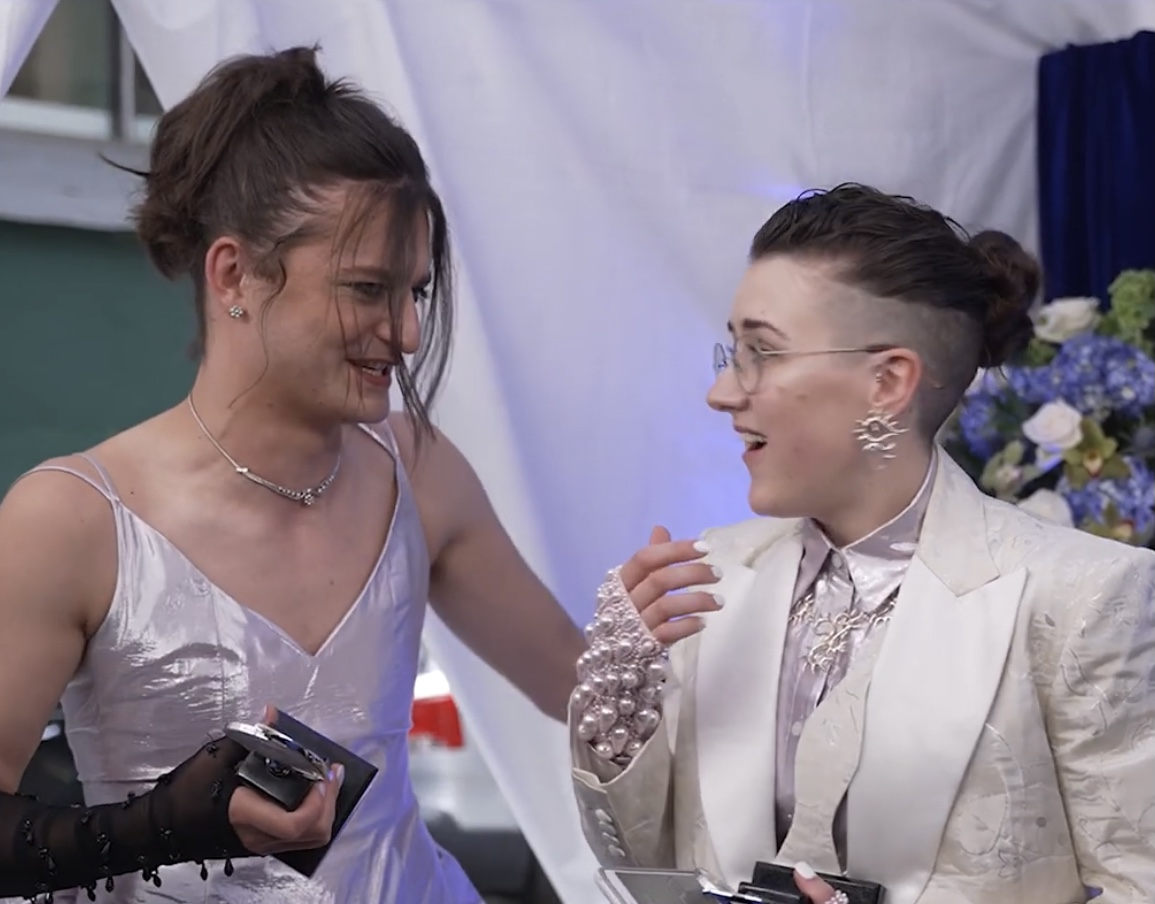
Marlow (esquerra) i Moss (dreta) a la 75a edició dels Premis Tony.

A finals del 2016, la Cambridge University Musical Theatre Society va seleccionar Toby Marlow per crear i escriure un nou musical que es presentaria al Festival Fringe d'Edimburg del 2017. Marlow, que estava cursant el seu últim any a la Universitat de Cambridge, va crear un concepte per a un musical que implicaria tornar a explicar la història de les exdones del rei Enric VIII. Es va associar amb una altra estudiant, Lucy Moss, que van començar a treballar junts en un concepte per al musical.
Mentre començaven a treballar en el musical, Marlow va investigar les històries de les exdones llegint The Six Wives of Henry VIII d'Antonia Fraser, mentre que Moss va veure una sèrie documental, Six Wives de Lucy Worsley. També van veure i es van inspirar en el concert i l'actuació de Beyoncé del 2011,  Live at Roseland: Elements of 4. Les bases del musical es van escriure al llarg d'aproximadament 10 dies no consecutius.
En el desenvolupament dels personatges, Marlow i Moss es van inspirar en diverses estrelles del pop de la vida real que van ser utilitzades com a inspiració musical i composta per als personatges. Les sis exdones i les seves corresponents inspiracions d'estrelles del pop són:
- Caterina d'Aragó: inspirada en Beyoncé i Jennifer Hudson[10][11][9]
- Anna Bolena: inspirada en Avril Lavigne i Lily Allen[9][11]
- Jane Seymour: inspirada en Adele, Sia i Celine Dion.[11]
- Anna de Cleves: inspirada en Nicki Minaj i Rihanna.[11]
- Katherine Howard: inspirada en Britney Spears i Ariana Grande.[11]
- Catherine Parr: inspirada en Alicia Keys i Emeli Sandé.[11]

## Història de la producció

### Edinburgh Fringe (2017)
La primera producció mundial de Six va tenir lloc al Fringe del Festival d'Edimburg, com a presentació de la Cambridge University Musical Theatre Society. El musical es va representar del 31 de juliol de 2017 al 14 d'octubre de 2017. El repartiment estava format principalment per estudiants de la Universitat de Cambridge. Megan Gilbert va originar el paper de Caterina d'Aragó, Ash Weir va originar Anna Bolena. Holly Musgrave va originar el paper de Jane Seymour i Oliver Wickham no només va originar, sinó que va ser el primer membre del repartiment no binari a interpretar Anna de Cleves. Katherine Howard es va inspirar en la germana de Toby Marlow, Annabel Marlow, que va originar el paper. Shimali De Silva va originar el paper de Catherine Parr; també va ser la primera membre del repartiment del sud d'Àsia a interpretar Catherine Parr. Les entrades de la producció van esgotar-se i van fer que el musical fos convidat a tornar al Fringe d'Edimburg el 2018.  Tot i que l'espectacle no va guanyar cap premi important al Fringe, va rebre crítiques positives i expectació, i expressions d'interès comercial.

### Gira prèvia al West End (2018)
Després de l'èxit de la producció del Fringe d'Edinburgh, Marlow i Moss van tornar a portar Six a Cambridge, on va atreure l'atenció del productor Kenny Wax, que es va associar amb George Stiles i Wendy i Andy Barnes per produir l'espectacle. Six va tenir la seva primera producció professional a l'Arts Theatre del West End de Londres, per a sis funcions de dilluns a la nit a partir del 18 de desembre de 2017. El repartiment incloïa Renée Lamb com a Caterina d'Aragó, Christina Modestou com a Anna Bolena, Natalie Paris com a Jane Seymour, Genesis Lynea com a Anna de Cleves, Aimie Atkinson com a Katherine Howard i Izuka Hoyle com a Catherine Parr.
Six va embarcar-se en una breu gira pel Regne Unit entre l'11 de juliol de 2018 i el 30 de desembre de 2018. Paris i Atkinson van repetir els seus papers com a Jane Seymour i Katherine Howard, respectivament, amb Jarnéia Richard-Noel, Millie O'Connell, Alexia McIntosh i Maiya Quansah-Breed  unint-se al repartiment. La gira va incloure actuacions al Norwich Playhouse i compromisos de retorn al Festival Fringe d'Edimburg i a l'Arts Theatre de Londres.

### West End (2019-present)

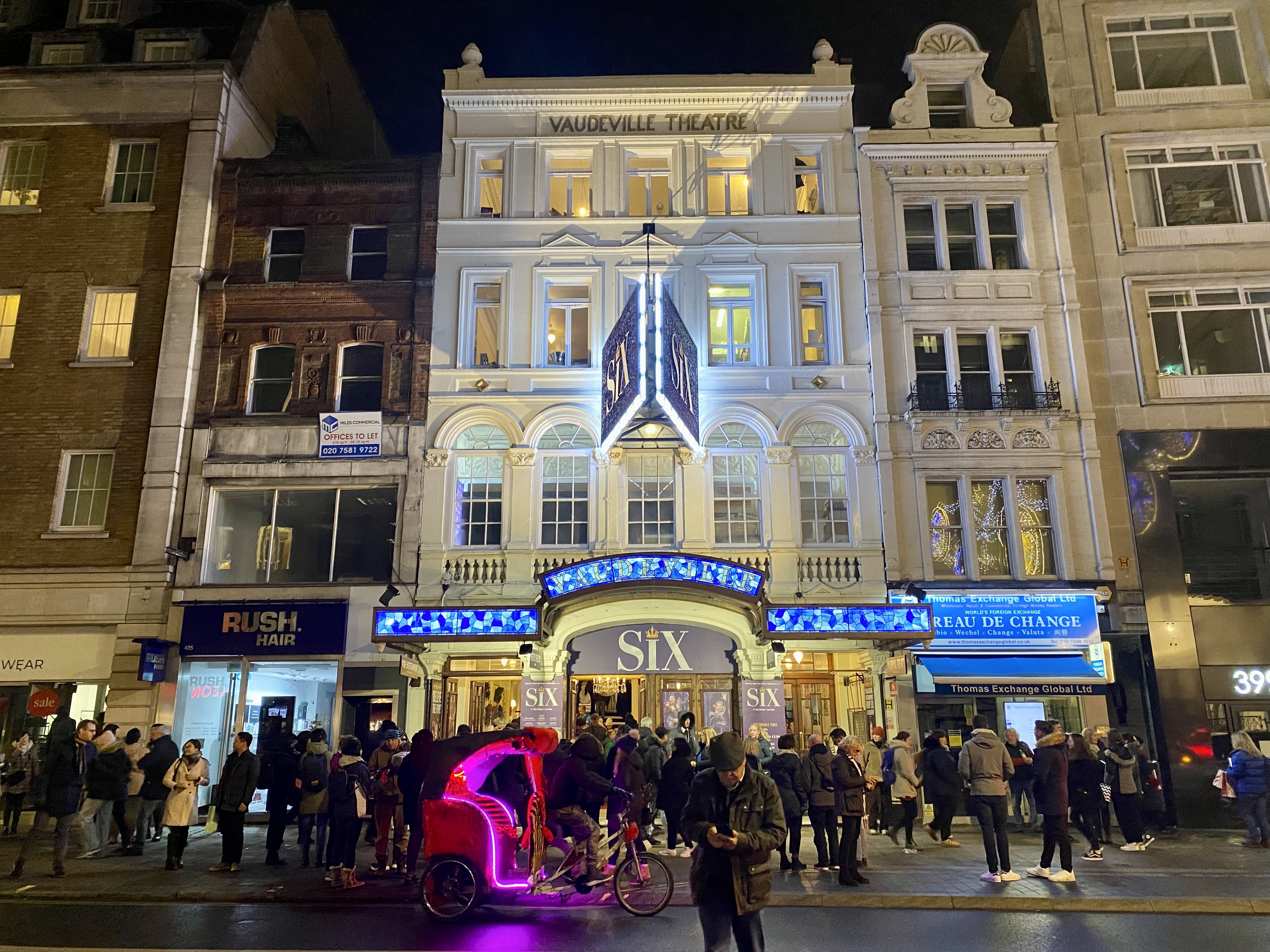
'Six' al Teatre Vaudeville, desembre de 2022

'Six' es va estrenar oficialment al West End a l'Arts Theatre el 17 de gener de 2019. Tots els membres del repartiment de la producció en gira del 2018 van repetir els seus papers a la producció original del West End, dirigida per Lucy Moss i Jamie Armitage. Les representacions es van suspendre el març de 2020 a causa de la pandèmia de la COVID-19.
El 5 de desembre de 2020, Six va reprendre les actuacions, aquesta vegada al Lyric Theatre. Malgrat les mesures preventives de la COVID-19 implementades als teatres de Londres, les actuacions es van veure obligades a aturar-se de nou el 14 de desembre de 2020.
El 21 de maig de 2021, Six va reobrir per segona vegada al Lyric Theatre. El musical va acabar la seva residència al Lyric Theatre el 29 d'agost de 2021. Després es va traslladar a teatres del West End i va reobrir al Vaudeville Theatre el 29 de setembre de 2021.

### Gira pel Regne Unit i internacional (2019-present)
El repartiment de la primera gira pel Regne Unit incloïa Lauren Drew com a Caterina d'Aragó, Maddison Bulleyment com a Anna Bolena, Lauren Byrne com a Jane Seymour, Shekinah McFarlane com a Anna de Cleves, Jodie Steele com a Katherine Howard i Athena Collins com a Catherine Parr. La gira va començar el 24 d'octubre de 2019 al Teatre Yvonne Arnaud de Guildford. Es va suspendre el març de 2020 a causa de la pandèmia de la COVID-19. Enmig de la pandèmia, van sorgir plans per a una gira d'estil autocine per tot el Regne Unit a partir del juny de 2020. Tanmateix, aquests plans es van cancel·lar a causa de noves restriccions de confinament per la COVID-19. El 8 de juny de 2021, es va reprendre la gira pel Regne Unit, amb actuacions començant a Canterbury. La gira es va expandir a una gira internacional el 2023, amb parades internacionals intercalades amb actuacions de la gira pel Regne Unit. Fins ara, la gira ha visitat Corea del Sud, els Països Baixos, Alemanya, Suïssa, Itàlia, les Filipines, Singapur i el Japó. Entre abril i maig de 2025, Six va fer estada al Teatre Coliseum de Barcelona.

### Gira prèvia a Broadway (2019)
Six va estrenar-se a Amèrica del Nord al Chicago Shakespeare Theater el maig de 2019, com a "probable prova a Broadway". El repartiment incloïa Adrianna Hicks com a Caterina d'Aragó, Andrea Macasaet com a Anna Bolena, Abby Mueller com a Jane Seymour, Brittney Mack com a Anna de Cleves, Samantha Pauly com a Caterina Howard i Anna Uzele com a Caterina Parr. La producció es va estrenar el 14 de maig de 2019, es va representar durant una llarga temporada i va batre rècords de taquilla. A l'agost de 2019 es va anunciar que la producció faria una gira i es traslladaria a Broadway. A finals d'agost de 2019, la gira es va traslladar a l' American Repertory Theater de Cambridge, Massachusetts. [ 30 ] Es va estrenar al Canadà al Citadel Theatre d'Edmonton el novembre de 2019. Es va oferir una sèrie final de funcions a l' Ordway Center for the Performing Arts de St. Paul, Minnesota.

### Produccions de Norwegian Cruise Line (2019–2024)
Six es va representar als vaixells de la Norwegian Cruise Line a partir del setembre de 2019 al Norwegian Bliss , i una segona producció va començar el novembre de 2019 al Norwegian Breakaway . Les produccions es van aturar el març de 2020 a causa de la pandèmia de la COVID-19. Les representacions es van reprendre el setembre de 2021 al Norwegian Breakaway i l'octubre de 2021 al Norwegian Bliss

### Austràlia (2020/2021–2023; 2024–present)
Six es va estrenar a Austràlia a l'Òpera de Sydney el gener de 2020, protagonitzada per Chloé Zuel (Aragó), Kala Gare (Boleyn), Loren Hunter (Seymour), Kiana Daniele (Cleves), Courtney Monsma (Howard) i Vidya Makan (Parr). Originalment, la producció estava prevista per a una gira al Comedy Theatre de Melbourne a mitjans de 2020 i al Her Majesty's Theatre d'Adelaide a finals de 2020 com a part del Festival de Cabaret d'Adelaide, però les actuacions es van ajornar a causa de la pandèmia de la COVID-19. La producció australiana està produïda per Louise Withers, Michael Coppel i Linda Bewick.  La producció es va reobrir el 19 de desembre de 2021 a l'Òpera de Sydney i es va estrenar fins al 2 d'abril de 2022. Gare, Hunter, Daniele, Makan, Oka i Quan van tornar a l'espectacle, i s'hi van unir Phoenix Jackson Mendoza i Chelsea Dawson, substituint Zuel i Monsma com a Aragó i Howard respectivament. Després va continuar la seva gira australiana a Canberra, amb parades a Adelaida i Melbourne, abans de tornar a Sydney, i després a Perth i Brisbane. L'espectacle va tancar el febrer de 2023 després de la seva última temporada a Brisbane, amb la marxa de tots els membres del repartiment. El 28 de novembre de 2023 es va anunciar que Six tornaria a Austràlia per a una altra gira que començaria a l'agost de 2024 a Melbourne i després aniria a Sydney a l'octubre de 2024 i a Brisbane a partir del gener de 2025.

### Broadway (2020/2021–present)

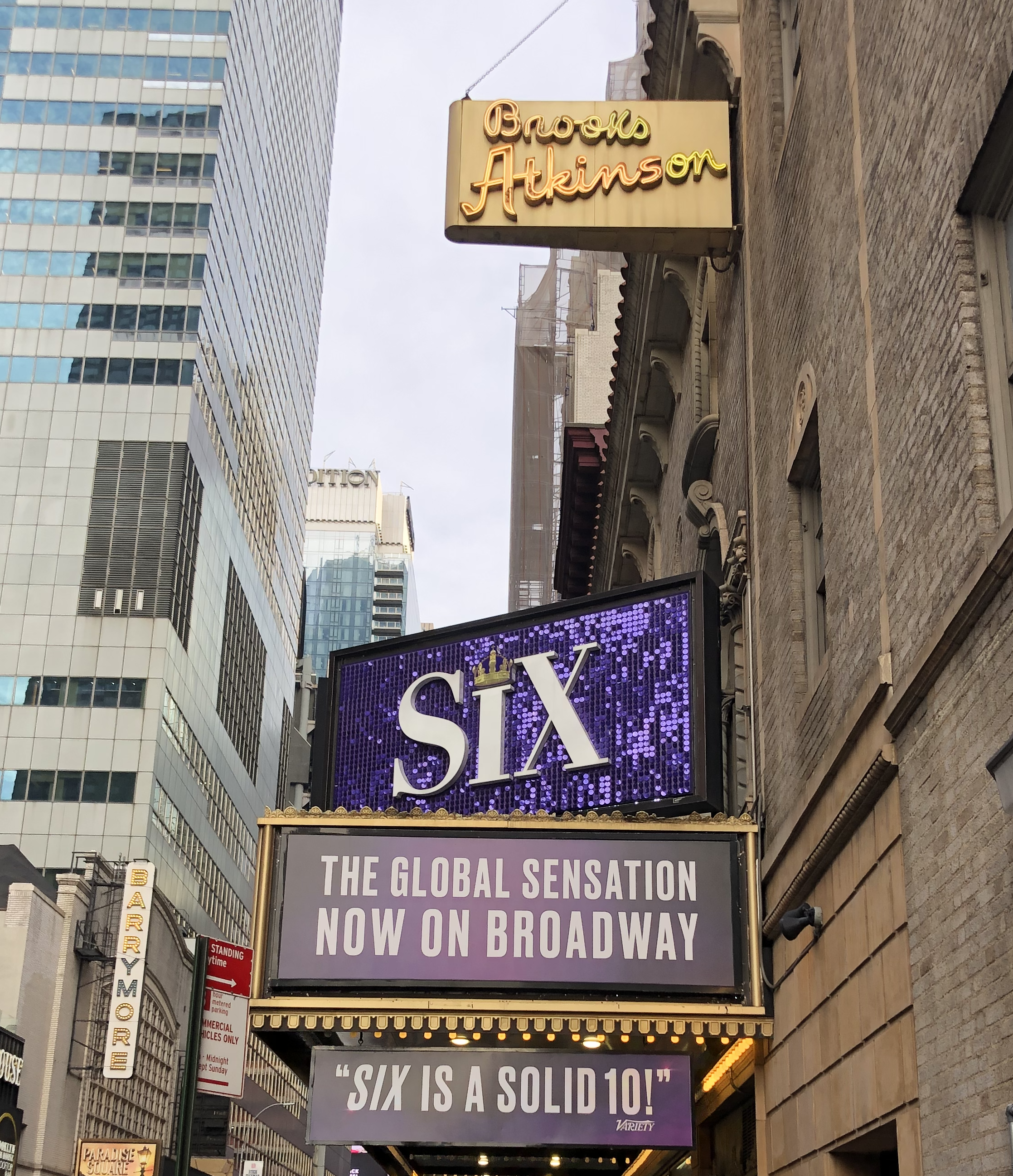
Six al Teatre Lena Horne (anteriorment Teatre Brooks Atkinson), maig de 2022

Six va començar les preestrenes de Broadway el 13 de febrer de 2020 al Lena Horne Theatre (aleshores conegut com a Brooks Atkinson Theatre). El dia de la seva estrena prevista a Broadway, el 12 de març de 2020, tots els teatres de Broadway van estar tancats a causa de la pandèmia de la COVID-19. Six va reprendre les preestrenes de Broadway el 17 de setembre de 2021 i es va inaugurar oficialment el 3 d'octubre. Segons Variety, el primer musical nou que s'estrenava a Broadway des del començament de la pandèmia, la seva nit d'estrena va ser una celebració per al teatre de Broadway. Moss i Armitage van dirigir la producció, amb coreografia de Carrie-Anne Ingrouille, escenografia d'Emma Bailey, vestuari de Gabriella Slade i il·luminació de Tim Deiling. El repartiment original de Broadway era el mateix que el de la gira nord-americana del 2019. Per promocionar l'espectacle, el repartiment va actuar a la desfilada del Dia d'Acció de Gràcies de Macy's del 2021.
Es va publicar un àlbum amb el repartiment de la producció de Broadway. La gravació en directe de la nit d'estrena es va publicar el 6 de maig de 2022.

### Produccions de gira nord-americanes (2022-present)
Es va planejar una gira nacional pels Estats Units de Six que havia de començar al Broadway Playhouse de Chicago , però es va retardar a causa de la pandèmia de la COVID-19 c. La gira, més tard anomenada gira "Aragó", va començar les seves funcions al CIBC Theatre de Chicago el 29 de març de 2022. El repartiment estava compost per Khaila Wilcoxon com a Aragó, Storm Lever com a Bolena, Jasmine Forsberg com a Seymour, Olivia Donalson com a Cleves, Didi Romero com a Howard i Gabriela Carrillo com a Parr. Natalie Paris, de la West End Seymour , es va unir a la gira, repetint el seu paper, el 2023. La gira va acabar el juliol de 2023 i el repartiment original de la gira va passar a la producció de Broadway en curs el desembre de 2023.
Una segona gira nacional superposada pels Estats Units, anomenada gira "Boleyn", va començar les seves actuacions al Smith Center de Las Vegas , Nevada, el 20 de setembre de 2022. El repartiment era Gerianne Pérez com a Aragon, Alexandra "Zan" Berube com a Boleyn, Amina Faye com a Seymour, Terica Marie com a Cleves, Aline Mayagoitia com a Howard i Sydney Parra com a Parr. L'abril de 2024 es va anunciar un nou repartiment per a la gira "Boleyn", que incloïa Cassie Silva com a Anna Bolena, Kristina Leopold com a Caterina d'Aragó i Kelly Denice Taylor com a Jane Seymour.

### Produccions canadenques (2023–2024)
Una producció canadenca de Six es va representar per primera vegada al Citadel Theatre d'Edmonton entre el 12 d'agost de 2023 i el 10 de setembre de 2023. i després es va transferir al Royal Alexandra Theatre de Toronto, on va començar el 23 de setembre de 2023 i va tancar el 26 de maig de 2024.

### Produccions internacionals
Six va tenir la seva estrena asiàtica al Shinhan Card Artium de Corea del Sud, la primera producció no anglesa del musical,  estrenant-se el 10 de març de 2023, amb el repartiment de la gira pel Regne Unit interpretant els papers durant tres setmanes. A partir del 31 de març de 2023, un repartiment coreà va començar les actuacions. Diversos actors es van dividir els papers, incloent-hi Lee Arumsoul i Son Seung-yeon com a Caterina d'Aragó, Kim Ji-woo i Bae Soo-jung com a Anna Bolena, Park Hye-na i Park Ga-ram com a Jane Seymour, Kim Ji-sun i Choi Hyun-sun com a Anna de Cleves, Kim Ryeo-won i Heo Sol-ji com a Katherine Howard, i Yoo Joo-hye i Hong Ji-hee com a Catherine Parr.
El Teatre Madách de Budapest presenta una representació no rèplica que es va estrenar el 14 d'octubre de 2023.
Una producció polonesa sense rèplica es va estrenar al Teatr Syrena de Varsòvia el 9 de setembre de 2023. Està dirigida i coreografiada per Ewelina Adamska-Porczyk.
A partir del 31 de gener de 2025, un repartiment japonès començà les actuacions amb diversos actors que es repartien els papers, incloent-hi Emiko Suzuki i Sonim com a Caterina d'Aragó, Meimi Tamura i Maho Minamoto com a Anna Bolena, Mahya Harada i Harumi com a Jane Seymour, Eliana i Marie Sugaya com a Anna de Cleves, Airi Suzuki i Erika Toyohara com a Katherine Howard i Sora Kazuki i Ruki Saito com a Catherine Parr.
Hi ha prevista una producció croata per al maig del 2025.

## Repartiment i personatges
| Role             | Off-West End       | West End             | Gira Regne Unit     | 1a Gira Austràlia | Broadway        | 1a Gira EUA       | 2a Gira EUA      | Canadà             |
| Role             | 2017               | 2019                 | 2019                | 2019              | 2020/2021       | 2022              | 2022             | 2023               |
| ---------------- | ------------------ | -------------------- | ------------------- | ----------------- | --------------- | ----------------- | ---------------- | ------------------ |
| Caterina d'Aragó | Renée Lamb         | Jarnéia Richard-Noel | Lauren Drew         | Chloé Zuel        | Adrianna Hicks  | Khaila Wilcoxon   | Gerianne Pérez   | Jaz Robinson       |
| Anna Bolena      | Christina Modestou | Millie O'Connell     | Maddison Bulleyment | Kala Gare         | Andrea Macasaet | Storm Lever       | Zan Berube       | Julia Pulo         |
| Jane Seymour     | Natalie Paris      | Natalie Paris        | Lauren Byrne        | Loren Hunter      | Abby Mueller    | Jasmine Forsberg  | Amina Faye       | Maggie Lacasse     |
| Anna de Cleves   | Genesis Lynea      | Alexia McIntosh      | Shekinah McFarlane  | Kiana Daniele     | Brittney Mack   | Olivia Donalson   | Terica Marie     | Krystal Hernández  |
| Katherine Howard | Aimie Atkinson     | Aimie Atkinson       | Jodie Steele        | Courtney Monsma   | Samantha Pauly  | Didi Romero       | Aline Mayagoitia | Elysia Cruz        |
| Catherine Parr   | Izuka Hoyle        | Maiya Quansah-Breed  | Athena Collins      | Vidya Makan       | Anna Uzele      | Gabriela Carrillo | Sydney Parra     | Lauren Mariasoosay |

### Substitucions notables

#### West End
- Caterina d'Aragó: Amy Di Bartolomeo
- Anna Bolena: Courtney Bowman[70]
- Katherine Howard: Sophie Isaacs[71]
- Catherine Parr: Danielle Steers[70]

El cocreador de l'espectacle, Toby Marlow va substituir Catherine Parr en dues funcions al West End el 28 de juliol de 2019 a causa d'una malaltia que va afectar tot el repartiment.

#### Broadway
- Jane Seymour: Jasmine Forsberg[73]
- Katherine Howard: Didi Romero[74]
- Catherine Parr: Joy Woods,[75] Taylor Iman Jones[76]

### Intèrprets de suport
A l'escenari hi ha la banda de suport, coneguda com a "The Ladies in Waiting" (Les Dames d'Honra). La banda proporciona part de l'aCompanyiaament, va vestida i assumeix el personatge d'una dama d'honra "històrica" . Segons Playbill, els membres de la banda a l'escenari "executen una infinitat de pistes musicals, eleccions d'actuació i coreografies subtils que submergeixen encara més el públic en l'experiència del concert i subratllen l'enginy afilat del llibret de l'espectacle".

## Números musicals
- "Ex-Wives" – Companyia
- "Ex-Wives (Reprise)" – Companyia †
- "No Way" – Caterina d'Aragó i Companyia
- "Don't Lose Ur Head" – Anna Bolena i Companyia
- "Heart of Stone" – Jane Seymour i Companyia
- "Haus of Holbein" – Companyia
- "Get Down" – Anna de Cleves i Companyia
- "All You Wanna Do" – Katherine Howard i Companyia
- "I Don't Need Your Love" – Catherine Parr
- "I Don't Need Your Love (Remix)" – Catherine Parr i Companyia ††
- "Six" – Companyia
- "The Megasix (Encore)" – Companyia †

† No inclòs a la gravació del repartiment de l'estudi.

†† Inclòs com a part de "I Don't Need Your Love" a la gravació del repartiment de l'estudi.

### Gravacions

#### Gravació del repartiment a l'estudi
Six (Studio Cast Recording) és un àlbum d'estudi que es va publicar digitalment i en CD el 31 d'agost de 2018 a través de 6 Music, Loudmouth Music i Ex-Wives Ltd. L'enregistrament es va publicar en vinil per primera vegada l'11 de març de 2022. El repartiment de l'estudi incloïa Renée Lamb (Caterina d'Aragó), Christina Modestou (Anna Bolena), Natalie Paris (Jane Seymour), Genesis Lynea (Anna de Cleves), Aimie Atkinson (Katherine Howard) i Izuka Hoyle (Catherine Parr) . L'enregistrament va arribar al número quatre de la llista de bandes sonores del Regne Unit,  al deu de la llista de compilacions del Regne Unit,  al 65 de la llista de descàrregues d'àlbums del Regne Unit, al número dos de la llista d'àlbums de repartiment dels Estats Units. Va ser certificat com a disc d'or al Regne Unit el novembre de 2021, "Don't Lose Ur Head" va ser certificat com a disc de plata el 2022  i "Ex-Wives" va ser certificat com a disc de plata el 2023. Una versió instrumental per cantar-hi es va publicar el 30 de juliol de 2019.

#### Gravació original en directe del repartiment de Broadway
Six: Live on Opening Night (Original Broadway Cast Recording) és un àlbum en directe gravat pel repartiment original de Broadway la nit d'estrena oficial al Brooks Atkinson Theatre, el 3 d'octubre de 2021. Aquesta va ser la primera vegada a la història de Broadway que un repartiment original va gravar en directe l'àlbum de producció del seu musical. La gravació del repartiment es va publicar digitalment el 6 de maig de 2022.  Inclou tots els números musicals de l'espectacle, així com una cançó extra dels suplents de Broadway. Va debutar al número 1 de les llistes d'àlbums de repartiment de Billboard i es va reproduir en streaming més de 3,5 milions de vegades en dues setmanes des del seu llançament.La gravació es va publicar en CD i vinil.

## Concepte

### Càsting
Marlow i Moss van lamentar la manca de diversitat de gènere dins de la indústria teatral, cosa que els va fer centrar-se en temes de l'homosexualitat mentre desenvolupaven l'espectacle. Volien un repartiment predominantment femení o no binari i que la història en si presentés narratives queer en un espai que normalment no ho feia.

### Precisió històrica

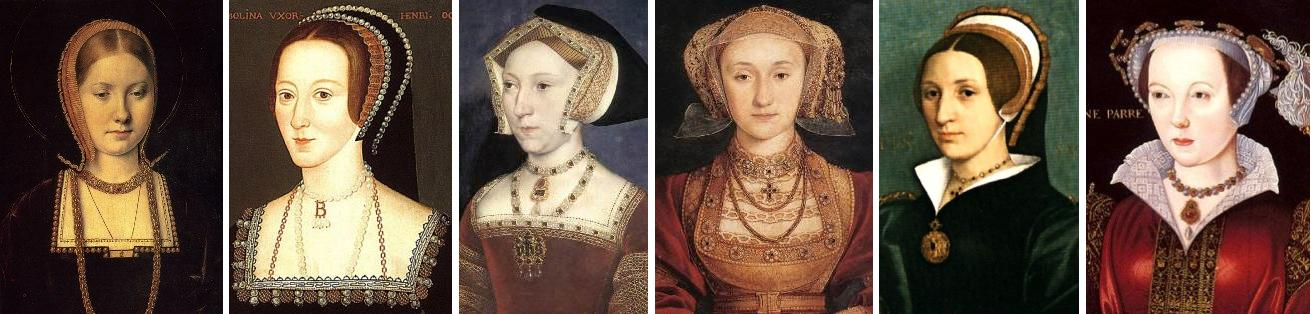
Retrats de les sis esposes d'Enric VIII

Six està basat en fets i figures històriques reals, però es pren llibertats artístiques en la representació d'aquests personatges. El musical incorpora alguns elements de fets històrics, com ara els matrimonis, divorcis i execucions de les sis reines.
La sèrie es basa en figures històriques amb diversos graus de precisió. En general, la sèrie mostra força simpatia pels seus personatges: per exemple, retrata Katherine Howard com una supervivent d'una violació, cosa que és debatuda entre els historiadors. Investigadors i escriptors com Suzannah Lipscomb i Gareth Russell s'han identificat com a fans de l'espectacle.

### Producció d'àudio
En lloc dels micròfons de cap més típics que s'utilitzen a la majoria de musicals, els Queens utilitzen micròfons de mà de ràdio. El seu vestuari té una nansa per subjectar-los quan no s'utilitzen. Marlow i Moss van dir que van optar per utilitzar micròfons de mà "per presentar una experiència única, quelcom que feia referència a Beyoncé a Roseland". Els Queens també porten monitors intraauriculars.

## Recepció
En una crítica de la producció de l'Arts Theatre, Dominic Cavendish, de The Telegraph, va qualificar l'espectacle de "gloriosa, persuasiva, coherent, segur i enginyós". Lyn Gardner, de The Guardian, va escriure: "Potser està amagat de ximpleries, però Six fa alguns comentaris seriosos sobre la victimització i la supervivència femenines".
En una crítica de la producció de Chicago, Chris Jones, de The Chicago Tribune, va elogiar l'espectacle com a "dinàmic" i "espectacular", amb un "sentit de l'humor i un radicalisme enèrgic". Marlow i Moss són "escriptors còmics amb talent", va dir, i va elogiar la "força musical de les actrius intensament compromeses i talentoses" del repartiment de Chicago. Jones va suggerir que l'espectacle podria necessitar 10 minuts més de material que s'allunyés de la presumpció de concurs de cant de la trama i s'acostés al centre emocional dels personatges. També va pensar que l'orquestració de les cançons podria ser més substancial. Jones va dir que Six té un públic que hi està preparat, en part perquè arriba a una paradoxa històrica complexa i la tracta amb entusiasme, els records de les dones de la història lligats a la vida d'un home.
Hedy Weiss, de WTTW , va elogiar el musical com a "sensacional", destacant cada intèrpret del repartiment de Chicago. Weiss també va pensar que l'espectacle fa un cas convincent per a cada personatge, i a més d'elogiar els guionistes, va destacar la "direcció dinamita de Moss i Jamie Armitage, i la direcció musical potent de Roberta Duchak", així com "el vestuari brillant de Gabriella Slade  ... i la il·luminació d'estil arena de Tim Deiling". Segons Rachel Weinberg, de BroadwayWorld , " Six duu a terme [una] destrucció alegre i anacrònica del patriarcat" a través de les actuacions d'un repartiment "brillant" i un llibre i una banda sonora amb un mètode compositiu inventiu i sensacional.  Jesse Green, de The New York Times, va escriure que el musical és "pur entreteniment", l'escriptura és "malignament intel·ligent", els "cantants fantàstics" del repartiment de Chicago venen l'espectacle "sense reserves", i els valors de producció "són adequats per a una estrena nord-americana espectacular amb el suport de Broadway".
Les crítiques de la producció de Broadway del 2021 van ser positives. La crítica de Green al New York Times sobre la producció de Broadway la va qualificar de "l'elecció de la crítica", qualificant-la d'"una explosió divertida i reverberant del passat". Frank Rizzo de Variety va dir: "Potser no és Masterpiece Theatre , però aquest 'Sis' és un sòlid '10' d'alegria". Johnny Oleksinski del New York Post va donar a l'espectacle tres estrelles de quatre possibles, qualificant les cançons d'enganxoses

## Adaptacions

### SIX The Musical Live!- Producció escènica filmada
El juny de 2022 es va anunciar que hi hauria una gravació en directe de la producció teatral. Tots els membres originals del repartiment del West End van tornar per repetir els seus papers. Les gravacions es van dur a terme els dies 29 i 30 de juny de 2022 al Vaudeville Theatre , i les entrades del públic es van vendre mitjançant una loteria virtual per a una funció l'1 de juliol de 2022, l'últim dia de gravació. La gravació en directe filmada professionalment, posteriorment titulada SIX The Musical Live!, es va estrenar el 6 d'abril de 2025 als cinemes del Regne Unit i Irlanda per Universal Pictures. Encara no s'ha anunciat una data de llançament internacional.
El 3 d'abril de 2025, es va publicar un senzill titulat "My Girls", escrit per Marlow i Moss i interpretat per SVN, per celebrar l'estrena de la pel·lícula. La pel·lícula va batre diversos rècords de taquilla, inclosa la xifra més alta del dia d'estrena d'un musical i es va convertir en la tercera recaptació més alta d'un sol dia per a una pel·lícula d'esdeveniments. També es va estrenar amb el nombre de pantalles més ampli per a una pel·lícula d'esdeveniments, en 700 locals, superant Taylor Swift: The Eras Tour. Els cinemes de tot el país han afegit moltes més projeccions a causa de la demanda popular.

### Possible adaptació cinematogràfica
A l'octubre de 2020, els cocreadors Moss i Marlow van confirmar que estaven "en converses" sobre una possible adaptació cinematogràfica del musical.

## Premis i nominacions

### Producció original del West End
| Any  | Premi                           | Categoria                                           | Nominat | Resultat |
| ---- | ------------------------------- | --------------------------------------------------- | --- | -------- |
| 2019 | Premis Laurence Olivier         | Millor Musical Nou                                  | Millor Musical Nou                                                                                           | Nominat  |
| 2019 | Premis Laurence Olivier         | Millor Actriu en un Paper de Repartiment de Musical | Aimie Atkinson, Alexia McIntosh, Millie O'Connell, Natalie Paris, Maiya Quansah-Breed i Jarnéia Richard-Noel | Nominat  |
| 2019 | Premis Laurence Olivier         | Fita més destacada en música                        | Joe Beighton, Tom Curran, Toby Marlow i Lucy Moss                                                            | Nominat  |
| 2019 | Premis Laurence Olivier         | Millor Coreògraf teatral                            | Carrie-Anne Ingrouille                                                                                       | Nominat  |
| 2019 | Premis Laurence Olivier         | Millor Vestuari                                     | Gabriella Slade                                                                                              | Nominat  |
| 2020 | Premis de Teatre Britànic Negre | Millor actriu femenina en un musical                | Maiya Quansah-Breed                                                                                          | Nominat  |

### Producció original de Broadway
| Any  | Premi                      | Categoria                                 | Nominat                                                                                   | Resultat  |
| ---- | -------------------------- | ----------------------------------------- | ----------------------------------------------------------------------------------------- | --------- |
| 2020 | Premis Drama League        | Producció destacada d'un musical          | Producció destacada d'un musical                                                          | Nominat   |
| 2020 | Premis Drama League        | Premi a la Interpretació Distingida       | Brittney Mack                                                                             | Nominat   |
| 2022 | Premis Tony                |                                           |                                                                                           |           |
| 2022 | Premis Tony                | Millor musical                            | Millor musical                                                                            | Nominat   |
| 2022 | Premis Tony                | Millor banda sonora                       | Toby Marlow i Lucy Moss                                                                   | Guanyador |
| 2022 | Premis Tony                | Millor direcció de musical                | Lucy Moss i Jamie Armitage                                                                | Nominat   |
| 2022 | Premis Tony                | Millor vestuari a un musical              | Gabriella Slade                                                                           | Guanyador |
| 2022 | Premis Tony                | Millor il·luminació a un musical          | Tim Deiling                                                                               | Nominat   |
| 2022 | Premis Tony                | Millor so a un musical                    | Paul Gatehouse                                                                            | Nominat   |
| 2022 | Premis Tony                | Millor coreografia                        | Carrie-Anne Ingrouille                                                                    | Nominat   |
| 2022 | Premis Tony                | Millors orquestracions                    | Tom Curran                                                                                | Nominat   |
| 2022 | Premis Drama Desk          | Musical destacat                          | Musical destacat                                                                          | Nominat   |
| 2022 | Premis Drama Desk          | Premi de Conjunt                          | Adrianna Hicks, Andrea Macasaet, Brittney Mack, Abby Mueller, Samantha Pauly i Anna Uzele | Guanyador |
| 2022 | Premis Drama Desk          | Disseny de vestuari destacat d'un musical | Gabriella Slade                                                                           | Guanyador |
| 2022 | Premis Drama Desk          | Disseny escènic excepcional d'un musical  | Emma Bailey                                                                               | Nominat   |
| 2022 | Premis Drama Desk          | Disseny de so excepcional en un musical   | Paul Gatehouse                                                                            | Nominat   |
| 2022 | Premis Drama Desk          | Director destacat d'un musical            | Lucy Moss i Jamie Armitage                                                                | Nominat   |
| 2022 | Premis Drama Desk          | Coreografia excepcional                   | Carrie-Anne Ingrouille                                                                    | Nominat   |
| 2022 | Premis Drama Desk          | Orquestracions destacades                 | Tom Curran                                                                                | Nominat   |
| 2022 | Premis Drama Desk          | Música excepcional                        | Toby Marlow i Lucy Moss                                                                   | Guanyador |
| 2022 | Premis Drama Desk          | Lletres destacades                        | Toby Marlow i Lucy Moss                                                                   | Guanyador |
| 2022 | Premis Drama Desk          | Llibre destacat d'un musical              | Toby Marlow i Lucy Moss                                                                   | Nominat   |
| 2022 | Premi Outer Critics Circle | Musical de Broadway nou excepcional       | Musical de Broadway nou excepcional                                                       | Guanyador |
| 2022 | Premi Outer Critics Circle | Partitura excel·lent                      | Lucy Moss and Toby Marlow                                                                 | Guanyador |
| 2022 | Premi Outer Critics Circle | Disseny de vestuari excepcional           | Gabriella Slade                                                                           | Guanyador |
| 2023 | Premis Grammy              | Millor àlbum de teatre musical            | Six: Live on Opening Night                                                                | Nominat   |

## SVN
Després de formar part del repartiment original del West End de Six , Aimie Atkinson, Alexia McIntosh, Jarnéia Richard-Noel, Millie O'Connell, Maiya Quansah-Breed i Natalie May Paris es van associar amb la suplent de repartiment Grace Mouat per llançar un grup de noies anomenat SVN (es pronuncia seven), i la banda va publicar els seus propis senzills originals com ara "Stars" i "WOMAN"  el mes de desembre de 2021, "FREE",  "Boss" i "At Christmas" el 2022, i "Triggered" el 2023.